# Lillesjön (Djursdala socken, Småland)
Lillesjön är en sjö i Vimmerby kommun i Småland och ingår i Motala ströms huvudavrinningsområde. Sjön har en area på 0,0788 kvadratkilometer och ligger 136,5 meter över havet.

## Delavrinningsområde
Lillesjön ingår i det delavrinningsområde (641137-149987) som SMHI kallar för Utloppet av Juttern. Medelhöjden är 128 meter över havet och ytan är 42,27 kvadratkilometer. Räknas de 41 avrinningsområdena uppströms in blir den ackumulerade arean 853,02 kvadratkilometer. Stångån som avvattnar avrinningsområdet har biflödesordning 2, vilket innebär att vattnet flödar genom totalt 2 vattendrag innan det når havet efter 170 kilometer. Avrinningsområdet består mestadels av skog (54 procent) och jordbruk (18 procent). Avrinningsområdet har 7,96 kvadratkilometer vattenytor vilket ger det en sjöprocent på 18,8 procent.